# Seznam lichtenštejnských knížat

Znak Lichtenštejnů

Rod Lichtenštejnů (dnešní vládnoucí knížecí rod v Lichtenštejnsku), po kterém je knížectví mezi Švýcarskem a Rakouskem od roku 1719 pojmenováno, pochází z panství Liechtenstein v Dolním Rakousku, kde se nachází stejnojmenný rodový hrad. Rodina ho obývala nejméně od roku 1140 do třináctého století, pak znovu od roku 1807.

## Historie
Časem rodina nabyla poměrně rozsáhlých území, především na jižní Moravě, v Dolním Rakousku, ve Slezsku a Štýrsku, a to zejména díky vlastní obratné politice. Tato panství jim byla udílena za věrné služby zejména panovníky z habsburské dynastie, kterým mnoho osobností z řad Lichtenštejnů bylo rádci.
V roce 1699 koupila rodina nevelké panství Schellenberg a v roce 1712 panství Vaduz. Panství byla  23. ledna 1719 římským císařem Karlem VI. spojena a byl jim udělen status knížectví s názvem „Lichtenštejnsko“ na počest svého věrného služebníka Antonína Floriána z Lichtenštejna. Od tohoto data je kníže z Lichtenštejna panovníkem svobodného státu v rámci Svaté říše římské. Knížata po více než 200 let v alpském knížectví trvale nežila, přestěhovali se sem až po anšlusu Rakouska v roce 1938.

## Seznam lichtenštejnských knížat
| Po-řa-dí | Obrázek | Jméno               | Knížetem od | Knížetem do    | Manželka                                                            | Od        | Do        |
| -------- | ------- | ------------------- | ----------- | -------------- | ------------------------------------------------------------------- | --------- | --------- |
| 1.       |         | Karel I.            | 1608        | 1627           | Anna Marie Šemberová z Boskovic a Černé Hory                        | 1592      | 1625      |
| 2.       |         | Karel Eusebius      | 1627        | 1684           | Johana Beatrix z Ditrichštejna                                      | 1644      | 1676      |
| 3.       |         | Hans Adam I.        | 1684        | 1712           | Edmunda Marie z Ditrichštejna                                       | 1681      | 1712      |
| 4.       |         | Josef Václav        | 1712        | 1718           | Anna Marie z Lichtenštejna                                          | 1718      | 1753      |
| 5.       |         | Antonín Florián     | 1718        | 1721           | Eleonora Barbora z Thun-Hohenštejna                                 | 1679      | 1721      |
| 6.       |         | Josef Jan Adam      | 1721        | 1732           | Marie Anna z Oettingen-Spielbergu Marie Anna Kotulinská z Křížkovic | 1716 1729 | 1729 1732 |
| 7.       |         | Jan Nepomuk Karel   | 1732        | 1748           | Marie Josefa z Harrachu                                             | 1744      | 1748      |
| 4.       |         | Josef Václav        | 1748        | 1772           | Anna Marie z Lichtenštejna                                          | 1718      | 1753      |
| 8.       |         | František Josef I.  | 1772        | 1781           | Marie Leopoldina ze Šternberka                                      | 1750      | 1781      |
| 9.       |         | Alois I.            | 1781        | 1805           | Karolína z Manderscheid-Blankenheimu                                | 1783      | 1805      |
| 10.      |         | Jan I.              | 1805        | 1836           | Josefa z Fürstenbergu-Weitry                                        | 1792      | 1836      |
| 11.      |         | Alois II.           | 1836        | 1858           | Františka Kinská z Vchynic a Tetova                                 | 1831      | 1858      |
| 12.      |         | Jan II.             | 1858        | 1929           | (nebyl ženat)                                                       |           |           |
| 13.      |         | František I.        | 1929        | 1938           | Elsa von Gutmann                                                    | 1929      | 1938      |
| 14.      |         | František Josef II. | 1938        | 1989           | Georgina von Wilczek                                                | 1943      | 1989      |
| 15.      |         | Hans Adam II.       | 1989        | Současný kníže | Marie Kinská z Vchynic a Tetova                                     | 1967      | 2021      |